# 総帆展帆

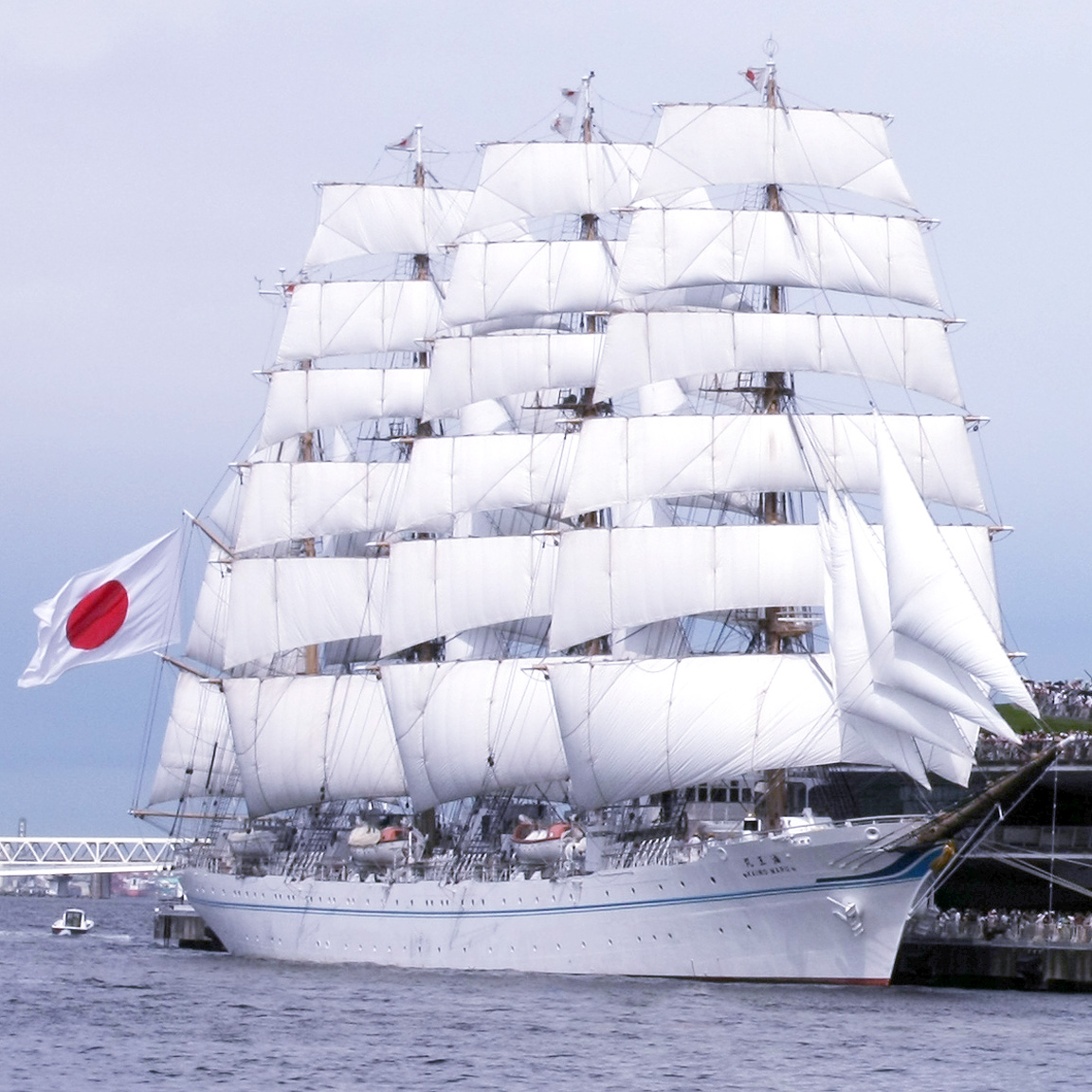
海王丸II世の総帆展帆

総帆展帆（そうはんてんぱん）とは、帆船がすべての帆を広げること。英語ではセイルドリル（sail drill）という。

## 内容
着岸した状態ですべての帆を張る訓練である。祝賀行事などでは満艦飾（まんかんしょく）や登檣礼（とうしょうれい）と同時に行われることもある。帆を張る作業を展帆作業、畳む作業を畳帆作業という。